# تدی برایشاو
تدی برایشاو (به انگلیسی: Teddy Brayshaw) زادهٔ ۱۸۶۲ بازیکن فوتبال اهل انگلستان بود که سابقهٔ بازی در تیم ملی فوتبال انگلستان را در کارنامهٔ خود دارد. وی در تاریخ ۵ فوریه ۱۸۸۷ تنها بازی ملی خود را در مقابل تیم ملی فوتبال ایرلند انجام داد.